# داگلاس بادر
داگلاس بادر (انگلیسی: Douglas Bader; ۲۱ فوریهٔ ۱۹۱۰ – ۵ سپتامبر ۱۹۸۲) خلبان تک خال نیروی هوایی سلطنتی بریتانیا در طول جنگ جهانی دوم بود. شهرت بادر عمدتاً به دلیل ۲۲ پیروزی هوایی، ۴ پیروزی مشترک، ۶ پیروزی احتمالی، ۱ پیروزی مشترک احتمالی و آسیب به ۱۱ هواپیما است.
وی برندهٔ جوایزی همچون نشان امپراتوری بریتانیا و مدال صلیب پرواز ممتاز (بریتانیا) شده‌است.

## زندگی‌نامه
نام پدرش فردریک رابرت بادر و مادرش جسیکا بادر بود. وی در سال ۱۹۳۰ از کالج نیروی هوایی سلطنتی کرانول فارغ اُلتحصیل شد. در سپتامبر سال ۱۹۳۱ در حالی که تلاش می‌کرد عملیات آکروباتی با هواپیمای بدون موتور انجام دهد در حالی که از زمین بلند شد سپس به سمت پایگاه دور زد، با سرعت زیاد و ارتفاع کم از پایگاه عبور کرد و شروع به چرخش با سرعت پایین نمود به خاطر تجربه کم پرواز با بولداگ با سرعت خیلی کم پرواز می‌کرد و باعث شد بال چپ هواپیما به زمین اصابت کند و هواپیما با چرخش سریع به دور خود به لاشهٔ در هم پیچیده‌ای تبدیل شود و هر دو پای بادر له شدند. بادر از هواپیما بیرون کشیده و به بیمارستان منتقل شد و تحت مداوای یکی از جراحان انگلیس دکتر جی. لئونارد جویس (۱۸۸۲–۱۹۳۹) قرار گرفت و در نهایت دو پای وی قطع شدند. این منجر شد که بادر نیروی هوایی را با گرفتن حقوق مستمری ترک کند.
در سال ۱۹۳۹، داگلاس بادر با دو پای مصنوعی به نیروی هوایی ارتش بازگشت و به عنوان خلبان پذیرفته شد. پس از شروع جنگ جهانی دوم او اولین پیروزی‌های خود را بر دانکرک در طول نبرد فرانسه در سال ۱۹۴۰ به دست آورد. سپس در نبرد بریتانیا شرکت کرد و دوست و حامی معاون هوایی ترافورد لی-مالوری و آزمایش‌های «بال بزرگ» او شد.